# Bailleul-la-Vallée
Bailleul-la-Vallée é uma comuna francesa na região administrativa da Normandia, no departamento de Eure. Estende-se por uma área de 4,76 km². Em 2010 a comuna tinha 109 habitantes (densidade: 22,9 hab./km²).